# Centromerus laziensis
Centromerus laziensis is een spinnensoort uit de familie hangmatspinnen (Linyphiidae). De soort komt voor in China.